# Palpada fasciculata
Palpada fasciculata är en tvåvingeart som först beskrevs av Charles Howard Curran 1938.  Palpada fasciculata ingår i släktet Palpada och familjen blomflugor. Inga underarter finns listade i Catalogue of Life.